# پارک مونتری
پارک مونتری (به انگلیسی: Monterey Park) یک منطقهٔ مسکونی در کانادا است که در آلبرتا واقع شده‌است. پارک مونتری ۲٫۷ کیلومتر مربع مساحت و ۱۰٬۵۹۹ نفر جمعیت دارد و ۱٬۰۷۵ متر بالاتر از سطح دریا واقع شده‌است.